# Itame simplex
Itame simplex är en fjärilsart som beskrevs av Dyar 1907. Itame simplex ingår i släktet Itame och familjen mätare. Inga underarter finns listade i Catalogue of Life.